# Wronka (Giżycko)
Wronka (deutsch Klein Wronnen, 1938 bis 1945 Kleinwarnau) ist ein Dorf in der polnischen Woiwodschaft Ermland-Masuren und gehört zur Gmina Giżycko (Landgemeinde Lötzen) im Powiat Giżycki (Kreis Lötzen).

Ortslagen von Groß Wronnen, Klein Wronnen, Kallinowen am Taita-See (um 1816)

## Geographische Lage
Wronka liegt am Südufer des Taita-Sees (polnisch Jezioro Tajty) im nördlichen Osten der Woiwodschaft Ermland-Masuren. Die Kreisstadt Giżycko (Lötzen) liegt sechs Kilometer in nordöstlicher Richtung.

## Geschichte
Klein Wronnen wurde 1785 als Dorf mit 24 Feuerstellen und 1818 mit 22 Feuerstellen bei 164 Seelen genannt. Im Jahre 1874 wurde das Dorf in den neu gebildeten Amtsbezirk Willkassen (polnisch Wilkasy) eingegliedert, der – 1938 in „Amtsbezirk Wolfsee“ umbenannt – bis 1945 bestand und zum Kreis Lötzen im Regierungsbezirk Gumbinnen (1905 bis 1945 Regierungsbezirk Allenstein) in der preußischen Provinz Ostpreußen gehörte.
231 Einwohner waren im Jahre 1910 in Klein Wronnen gemeldet. Die Zahl stieg bis 1933 auf 262 und belief sich 1939 auf 272.
Aufgrund der Bestimmungen des Versailler Vertrags stimmte die Bevölkerung im Abstimmungsgebiet Allenstein, zu dem Klein Wronnen gehörte, am 11. Juli 1920 über die weitere staatliche Zugehörigkeit zu Ostpreußen (und damit zu Deutschland) oder den Anschluss an Polen ab. In Klein Wronnen stimmten 180 Einwohner für den Verbleib bei Ostpreußen, auf Polen entfielen keine Stimmen.
Am 3. Juni (amtlich bestätigt am 16. Juli) des Jahres 1938 wurde Klein Wronnen aus politisch-ideologischen Gründen der Abwehr fremdländisch klingender Ortsnamen in „Kleinwarnau“ umbenannt.
Zusammen mit dem gesamten südlichen Ostpreußen kam das Dorf 1945 in Kriegsfolge zu Polen und erhielt die polnische Namensform „Wronka“. Heute ist der Ort Sitz eines Schulzenamtes (polnisch sołectwo) und eine Ortschaft im Verbund der Gmina Giżycko (Landgemeinde Lötzen) im Powiat Giżycki (Kreis Lötzen), vor 1998 der Woiwodschaft Suwałki, seither der Woiwodschaft Ermland-Masuren zugeordnet.

## Kirche
Klein Wronnen resp. Kleinwarnau war vor 1945 in die Evangelische Pfarrkirche Lötzen in der Kirchenprovinz Ostpreußen der Kirche der Altpreußischen Union und in die Katholische Pfarrkirche St. Bruno Lötzen im Bistum Ermland eingepfarrt. Dieser Bezug zur Kreisstadt Giżycko besteht auch heute.

## Schule
In Klein Wronnen (Kleinwarnau) gab es eine Volksschule, in der 1945 einklassig unterrichtet wurde.

## Verkehr
Wronka ist über eine Nebenstraße erreichbar, die bei Wilkasy (Willkassen, 1938 bis 1945 Wolfsee) von der polnischen Landesstraße 59 (frühere deutsche Reichsstraße 140) bzw. der Woiwodschaftsstraße 643 abzweigt. Eine Bahnanbindung besteht nicht.